# Pelophryne murudensis
Pelophryne murudensis é uma espécie de sapo da família Bufonidae. Ele é endêmico em Bornéu. Seu habitat natural são as florestas úmidas das montanhas, em áreas tropicais e subtropicais, e rios. Está ameaçado pela perda do seu habitat.